# Aphaostracon hypohyalinum
Aphaostracon hypohyalinum är en snäckart som beskrevs av F. G. Thompson 1968. Aphaostracon hypohyalinum ingår i släktet Aphaostracon och familjen tusensnäckor. IUCN kategoriserar arten globalt som livskraftig. Inga underarter finns listade i Catalogue of Life.